# Ernst Ising
Ernst Ising (alemán: [ˈiːzɪŋ]; Colonia, Alemania, 10 de mayo de 1900 – Peoria, Illinois, EE. UU., 11 de mayo de 1998) fue un físico alemán recordado por el desarrollo del modelo de Ising. Fue un profesor de física en la Universidad de Bradley hasta su jubilación en 1976.

## Vida
Ernst Ising nació en Colonia en 1900. Después de la escuela, estudió física y matemáticas en la Universidad de Gotinga y en la Universidad de Hamburgo. En 1922, empezó a investigar el ferromagnetismo en Hamburgo bajo la guía de Wilhelm Lenz. Obtuvo un Ph.D en ciencias físicas de la Universidad de Hamburgo en 1924, cuándo publicó su tesis doctoral (un resumen de su doctorado fue publicado como un artículo en una revista científica en 1925 y ha sido fuente de confusiones con respecto a la fecha). Su tesis doctoral estudió un problema sugerido por su profesor, Wilhelm Lenz: el caso especial de una cadena lineal de momentos magnéticos, los cuales son sólo capaces de tomar dos posiciones, "arriba" y "abajo," y que están acoplados por interacciones entre los vecinos más cercanos. Gracias a estudios subsiguientes de Rudolf Peierls, Hendrik Kramers, Gregory Wannier y Lars Onsager el modelo probó ser útil explicando transiciones de fase entre estados ferromagnéticos y paramagneticos.
Después de obtener su doctorado, Ernst Ising trabajó brevemente en el sector privado antes de devenir en profesor en Salem, Strausberg y Crossen, entre otros sitios. En 1930, se casó con la economista Dr. Johanna Ehmer (2 de febrero de 1902 - 2 de febrero de 2012). Como joven científico judío-alemán, Ising fue apartado de la enseñanza e investigación cuándo Hitler subió alpoder en 1933. En 1934, encontró un puesto, primero como profesor y luego como jefe de estudios, en una escuela judía en Caputh, cerca de Potsdam. Esta escuela había surgido como solución para alumnos judíos expulsados de las escuelas públicas durante el nazismo. Ernst y su mujer Johanna vivieron en Caputh cerca de la residencia de verano de la famosa familia Einstein. En 1938 la escuela en Caputh fue destruida por los nazis y en 1939 la familia Ising huyó a Luxemburgo, donde Ising trabajo como pastor y trabajador de ferrocarril. Después de que la Wehrmacht ocupara Luxemburgo, Ernst Ising fue forzado a trabajar para el ejército. En 1947, la familia Ising emigró a los Estados Unidos. Aunque fue nombrado Profesor de Físicas en la Universidad Bradley en Peoria, Illinois, nunca publicó otra vez. Ising murió en su casa en Peoria en 1998, justo un día después de su 98.º cumpleaños.

## Trabajo
El modelo de Ising está definido en una colección discreta de variables llamados espines, los cuales pueden tomar el valor 1 o −1. Los espines interaccionan en pares, con energía que tiene un valor cuándo los dos espines son igual, y un segundo valor cuándo los dos espines son diferentes.
La energía del modelo de Ising está definida por:
{\displaystyle E=-\sum _{ij}J_{ij}S_{i}S_{j}\,}
donde la suma cuenta cada par de espines sólo una vez. Se ha de notar que el producto de espines es +1 si los dos espines son el mismo (alineados), o −1 si son diferentes (antialineados). J es la mitad de la diferencia entre ambas posibilidades. Las interacciones magnéticas tienden a alinear los espines independientemente de su configuración inicial mientras la energía térmica tiende a "desordenarlos". Así, la configuración se vuelve caótica cuándo la energía térmica es más grande que la fuerza de la interacción magnética.
Para cada par, si
{\displaystyle J_{ij}>0} la interacción es ferromagnética
{\displaystyle J_{ij}<0} la interacción es antiferromagnética
{\displaystyle J_{ij}=0} los espines no interactúan 
Es decir, una interacción ferromagnética tiende a alinear espines y una antiferromagnética tiende a antilinearlos.
Los espines pueden ser imaginados como parte de un grafo donde cada nodo tiene exactamente un espín y cada arista conectados espines con un valor J distinto de cero. Si todos son iguales, se puede medir energía en unidades de J. El modelo está completamente definido por el grafo y el signo de J.
El modelo unidimensional antiferromagnétio de Ising tiene la siguiente función de energía:
{\displaystyle E=\sum _{i}S_{i}S_{i+1}\,}
donde i cubre todos los enteros. Esto enlaza cada par de vecinos más cercanos.
En su tesis de 1924, Ising solucionó el modelo para el caso unidimensional.  En una dimensión, la solución no admite ninguna transición de fase. Con base en este resultado, Ising concluyó incorrectamente que su modelo no exhibe comportamiento de fase en cualquier dimensión. Trabajos posteriores probaron que esto es debido a la dimensionalidad y no al modelo subyacente (modelos de Ising de dos o más dimensiones pueden mostrar transiciones de fase).
Sólo en 1949 Ising comprendió la importancia que su modelo había logrado en la literatura científica. Hoy se publican aproximadamente 800 artículos anuales sobre el modelo para aplicaciones en campos diversos como redes neuronales, la plegamiento de proteínas, membranas biológicas y comportamiento social.